# لیلیان باند
لیلیان باند (انگلیسی: Lilian Bond; ۱۸ ژانویهٔ ۱۹۰۸ – ۲۵ ژانویهٔ ۱۹۹۱) یک هنرپیشه اهل بریتانیا بود.
از فیلم‌ها یا برنامه‌های تلویزیونی که وی در آن نقش داشته‌است می‌توان به خانه تاریک قدیمی، زنان، داستان جولسون، پست هوایی اشاره کرد.